# Akulagok Island
Akulagok Island – niezamieszkana wyspa w zatoce Cumberland, w regionie Qikiqtaaluk, na terytorium Nunavut, w Kanadzie. 
W pobliżu Akulagok Island położone są wyspy: Kekerten Island, Tuapait Island, Kekertukdjuak Island, Tesseralik Island, Miliakdjuin Island, Beacon Island, Ugpitimik Island i Aupaluktok Island.